# Archidiocèse de Rangoun
L' archidiocèse de Yangon (ou de Rangoun) (latin : Archidioecesis Yangonensis) est une circonscription ecclésiastique de l'Église catholique de Birmanie (nommée par la junte militaire Union de Myanmar). 
Le siège épiscopal est occupé par le cardinal Charles Maung Bo, salésien, nommé archevêque de Rangoun par le pape Jean-Paul II le 24 mai 2003, puis créé cardinal le 14 février 2015 par le pape François.

## Histoire
Le vicariat apostolique du sud-ouest de la Birmanie est érigé par le pape Pie IX le 27 novembre 1866.  Le 19 juillet 1870, il est renommé en vicariat apostolique de la Birmanie Méridionale, puis le 7 mai 1953 en vicariat apostolique de Rangoun. 
Il est élevé au rang d'archidiocèse métropolitain par le pape Pie XII le 1er janvier 1955 avec comme diocèses suffragants Mawlamyine, Pathein, Pyay et Hpa-an.
Le pape Jean-Paul II change à nouveau son nom le 8 octobre 1991 pour en faire l'archidiocèse de Yangon. 
Le siège archiépiscopal est à Rangoun à la cathédrale Sainte-Marie.

## Évêques et archevêques
| Titulaire                | Début            | Fin               | Titre                               | Notes        |
| ------------------------ | ---------------- | ----------------- | ----------------------------------- | ------------ |
| Paul Bigandet, MEP       | 12 août 1870     | 13 mars 1894      | Vicaire apostolique                 | Décédé       |
| Alexandre Cardot, MEP    | 19 mars 1894     | 18 octobre 1925   | Vicaire apostolique                 | Décédé       |
| Félix Perroy, MEP        | 18 octobre 1925  | 10 avril 1931     | Vicaire apostolique                 | Décédé       |
| Frédéric Provost, MEP    | 10 avril 193     | 27 septembre 1952 | Vicaire apostolique                 | Décédé       |
| Victor Bazin, MEP        | 7 mai 1953       | 19 juin 1971      | Vicaire apostolique puis archevêque | Renonciation |
| Gabriel Thohey Mahn-Gaby | 19 juin 1971     | 30 septembre 2002 | Archevêque                          | Retraite     |
| Charles Maung Bo, SDB    | 22 novembre 2003 |                   | Archevêque, cardinal                |              |

## Statistiques
Au 16 juillet 2007, on compte dans le diocèse 83 prêtres et 312 religieuses.  